# Antonina Pimienowa
Antonina Pimienowa (ur. 30 grudnia 1982 w Aksu w Kazachstanie) – kazachska siatkarka, grająca jako środkowa. Obecnie występuje w drużynie Irtysz Kazchrom.